# Stanislawa Stojtschewa
Stanislawa Stojtschewa (Eigenschreibweise: Stanislava Stoytcheva; * 1975) ist eine bulgarische Sopranistin, Pianistin und Komponistin.

## Biografie
Stojtschewa wurde auf dem musischen Gymnasium gefördert und erhielt an der Nationalen Musikakademie „Prof. Pantscho Wladigerow“ in Sofia Diplome als Konzertpianistin, in Komposition und Jazzgesang. Danach studierte sie an der Musikhochschule München Konzertgesang bei Edith Wiens sowie Liedgestaltung bei Oresta Cibryvski und Fritz Schwinghammer und wurde noch vor ihrem erfolgreichen Abschluss als Mitglied des Jungen Ensembles an die Bayerische Staatsoper verpflichtet. Dort übernahm sie Partien wie das Taumännchen in Hänsel und Gretel, Papagena (Die Zauberflöte), die Sirene in Rinaldo sowie ein Blumenmädchen in Parsifal. Höhepunkt ihrer Solorollen war die Kreation der Medusa Giovinetta in der Welturaufführung von Arnaldo de Felices Medusa. Ein besonderer Erfolg gelang ihr mit ihrem kurzfristigen Einspringen in Moses und Aron während der Münchner Opernfestspiele 2006, als sie unter der Leitung von Zubin Mehta sang.
Stojtschewa sang unter den Dirigenten Fabio Luisi, Ádám Fischer, Zubin Mehta, Peter Schneider, Ivor Bolton, Michael Hofstetter, Cornelius Meister, Christoph Hammer, Johannes Kleinjung, Folko Jungnitsch, Olivier Tardy, Zbigniew Graca, Harry Bickett und trat mit dem Orchester der Bayerischen Staatsoper München, der Tokio-Philharmonie, dem Staatsoper-Orchester Sofia, dem Tempi Concertati Orchester, dem Festival-Orchester Stuttgart, der Jungen Münchner Philharmonie, dem Robert-Schumann-Orchester München, den Bad Reichenhaller Philharmonikern, den Karlsbader Sinfonikern, dem Loh-Orchester und dem Polnischen Rundfunkorchester auf. Sie gab Konzerte mit Soloprogrammen in Europa.

## Preise
- 1989 Grand Prix für Komposition Internationaler Wettbewerb Nagoya, Japan
- 1992 1. Preis für Klavier, „Dimitur Nenow“ Wettbewerb, Razgrad
- 1995 2. Preis für Komposition, „Carl Filtsch“ Hermannstadt, Rumänien
- 1996 1. Preis Gesangswettbewerb, Warna, Jazz
- 1996 1. Preis Internationaler Wettbewerb, Vilnius, Litauen
- 1997 1. Preis Jazz Gesangswettbewerb, Skopje, Mazedonien
- 1998 2. Preis für Komposition, Internationaler Wettbewerb „Die Musik und Die Erde“, Sofia, Bulgarien
- 1998 Grand Prix für Kammermusik, Internationaler Wettbewerb „Die Musik und die Erde“, Sofia, Bulgarien

## Partien

### Musiktheater
- Venus und She – King Arthur, H. Purcell
- Papagena und Pamina – Die Zauberflöte, W. A. Mozart
- Taumännchen – Hänsel und Gretel, E. Humperdinck
- Blumenmädchen – Parsifal, R. Wagner
- Violetta – La traviata, G. Verdi
- Semiramide – Semiramide, G. Rossini
- Oscar – Un ballo in maschera, G. Verdi
- Michaela – Carmen, G. Bizet
- Contessa Ceprano – Rigoletto, G. Verdi
- Medusa Giovinetta – Medusa, A. Felice
- Schlepträgerin – Elektra, R. Strass
- La Virtù – L’incoronazione di Poppea, C. Monteverdi
- Fiordiligi und Despina – Così fan tutte, W. A. Mozart
- Rosina – Il barbiere di Siviglia, G. Rossini
- Servilia – La clemenza di Tito, W. A. Mozart

### Oratorien
- G. B. Pergolesi: Stabat Mater
- G. F. Händel: Messias
- J. S. Bach: Matthäuspassion, verschiedene Kantaten, Magnificat
- W. A. Mozart: Requiem, C-moll-Messe, Exultate, jubilate, Vesperae solennes de Confessore
- F. Mendelssohn: Elias
- G. Rossini: Petite Messe solennelle
- A. Dvořák: Requiem
- A. Dvořák: Stabat Mater
- G. Verdi: Messa da Requiem